# 黒沢富次郎

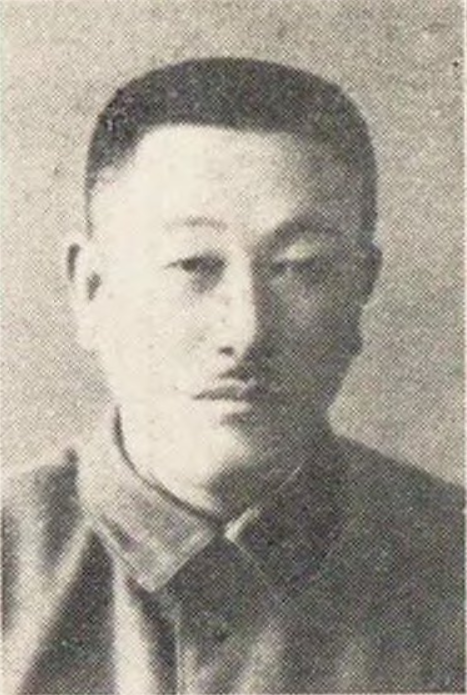
黒沢富次郎

黒沢 富次郎（くろさわ とみじろう、1891年（明治24年）4月16日 - 1972年（昭和47年）8月29日）は、大正から昭和時代前期の政治家、実業家。衆議院議員、貴族院多額納税者議員。

## 経歴・人物
長野県南佐久郡穂積村（現・佐久穂町大字穂積）の醤油製造業・黒沢陸之助（通称：丸ト）の長男として生まれる。野沢中学校（現・長野県野沢北高等学校）を卒業後、家業の醤油醸造業を継ぐ。地元の商工会長、消防組頭を経て、佐久製材社長や長野県消防協会長、佐久通運社長、長野電鉄監査役、同取締役を歴任した。
1946年（昭和21年）12月16日より1年間貴族院議員を務め、貴族院廃止後の1947年（昭和22年）の第23回衆議院議員総選挙に長野県第2区から日本自由党公認で出馬したが落選した。1949年（昭和24年）の第24回衆議院議員総選挙では民主自由党公認で立候補し、衆議院議員となった。1952年（昭和27年）の第25回衆議院議員総選挙で落選した。

## 親族
- 父：黒沢陸之助（穂積村長、佐久鉄道社長）[2][4]